# Curețe
Curețe falu Romániában, Maros megyében.

## Története
Mezőrücs község része. A trianoni békeszerződésig Maros-Torda vármegye Marosi felső járásához tartozott.

## Népessége
2002-ben 12 lakosa volt, ebből 12 román nemzetiségű.

## Vallások
A falu lakói közül 7-en ortodox és 5-en baptista hitűek.